# Tuzakköy, Akkuş
Tuzakköy là một xã thuộc huyện Akkuş, tỉnh Ordu, Thổ Nhĩ Kỳ. Dân số thời điểm năm 2010 là 377 người.